# La Salvetat-Peyralès
La Salvetat-Peyralès (okcitansko La Salvetat (de Peiralés)) je naselje in občina v južnem francoskem departmaju Aveyron regije Jug-Pireneji. Leta 2011 je naselje imelo 1.044 prebivalcev.

## Geografija
Kraj leži v pokrajini Rouergue 48 km jugozahodno od središča departmaja Rodeza.

## Uprava
La Salvetat-Peyralès je sedež istoimenskega kantona, v katerega so poleg njegove vključene še občine Castelmary, Crespin, Lescure-Jaoul in Tayrac s 1.864 prebivalci.
Kanton Salvetat-Peyralès je sestavni del okrožja Rodez.

## Zanimivosti
- ruševine nekdanje trdnjave Château de Roumegous iz 13. do 15. stoletja;